# Тимерман, Константин Анатольевич
Константин Анатольевич Тимерман (род. 11 октября 1977, Новокузнецк Кемеровская область) — подполковник российской армии, командир мотострелкового батальона 135-го мотострелкового полка 19-й мотострелковой дивизии, исполнявший обязанности командира батальона сил ССПМ в Южной Осетии (с 25 мая 2008 года), Герой Российской Федерации.

## Биография
В Вооружённых Силах Российской Федерации с 1994 года.
1999 год — окончил Новосибирское высшее общевойсковое командное училище.
1999—2001 годы — командир взвода и роты в Чечне (командировка в составе батальонной тактической группы 205-й бригады).
2005—2007 годы — служил заместителем начальника штаба, командиром танкового батальона 70-го полка, позднее командовал мотострелковым батальоном 71-го полка 42-й мотострелковой дивизии.
В декабре 2007 года назначен командиром 2-го мотострелкового батальона 135-го полка 58-й армии СКВО.

### Действия в ходе войны в Грузии
Участвовал в войне в Грузии, командуя полком сил ССПМ, до начала войны имевшим миротворческий статус.
Управление пресс-службы и информации Министерства обороны России так описывает действия К. Тимермана в ходе боёв за Цхинвали:

8 августа 2008 г. при вторжении грузинских вооруженных сил в зону ответственности батальона подполковник Тимерман Константин Анатольевич грамотно, со знанием дела, организовал несение службы на постах, разведку и управление батальоном, охрану и оборону базового лагеря в соответствии с мандатом миротворческих сил.

Руководствуясь мандатом миротворческих сил, до последнего момента пытался принудить грузинскую сторону к соблюдению перемирия и недопущению нарушения установленных границ. В ответ грузинская сторона открыла огонь из всех видов вооружения.

Умело руководя действиями подчиненных при отражении нападения на пункт дислокации батальона, подполковник Тимерман Константин Анатольевич проявил в ходе боя мужество и героизм, лично уничтожил 6 единиц живой силы противника. Несмотря на полученное ранение, он не покинул поле боя, продолжал грамотно руководить действиями подчиненных.

В результате первых суток боя подразделением подполковника Тимерман К. А. уничтожено 6 танков, 4 бронированных машины, около 50 человек живой силы противника.

В дальнейшем после прибытия подразделения усиления подполковник Тимерман К. А. отказался от госпитализации и продолжал командовать подразделением.

### Дальнейшая карьера
По мнению украинских спецслужб, с 2015 года служит в частной военной компании «Вагнера» на должности старшего инструктора по огневой подготовке отдела боевой подготовки, личный номер М-1511.

## Награды
- Герой Российской Федерации (2008 год) — «за мужество и героизм, проявленные при исполнении воинского долга в Северо-Кавказском регионе»
- Орден Мужества
- Орден «Уацамонга» (20 февраля 2019 года, Южная Осетия)[3];
- Медали;
- Почётный гражданин Кемеровской области (2008 год)[4]
- Именем К. А. Тимермана названа школа в Кыштовском районе г. Новосибирска — Муниципальное бюджетное общеобразовательное учреждение «Кыштовская средняя общеобразовательная школа № 2 имени Героя Российской Федерации К. А. Тимермана»

## Происхождение
Сразу после присвоения звания Героя России редкая для России фамилия вызвала предположение, что первым награждённым этим званием за эту войну стал офицер еврейского происхождения. По мнению самого Константина Тимермана — у него русско-немецкие корни, по мнению израильских журналистов — его предки из голланских евреев.